# New Madison
Pour les articles homonymes, voir Madison.
 (avril 2021).
New Madison, auparavant Madison est une Agence de mannequins française située à Paris.

## Historique
Fondée à Paris en 1988 par Dominique Caffin et Vincent Peter, l'agence Madison Models a découvert des talents de renommée mondiale : Lætitia Casta, Eva Herzigová, Daniela Peštová, Olga Kurylenko, Lou Doillon et représente à ce jour plus de 300 mannequins.
En 2006, F. Benfaid rachète l’agence Madison, il en prend la direction et lui donne le nom de New Madison. 